# Vahlia
O anterior táxon homónimo Vahlia Dahl está presentemente classificado como Dombeya.
Vahlia é o único género da família monotípica Vahliaceae que por sua vez é o único membro da ordem monotípica Vahliales. Este género de plantas com flor agrupa 5-8 espécies com distribuição na região paleotropical (leste da África, Madagáscar e Subcontinente Indiano).

## Descrição
As espécies que integram o género Vahlia são plantas herbáceas ou subarbustivas anuais ou bienais. As folhas são opostas, de lâmina simples e inteira, sem estípulas.
As flores ocorrem geralmente em pares em inflorescências cimosas. As flores são relativamente pequenas, hermafroditas, pentâmeras, com simetria radial e duplo perianto. O cálice apresenta 5 sépalas ligadas sendo a corola constituída por 5 pétalas livres. Os 5 estames formam um único verticilo, livres entre si. Os carpelos são 2 ou 3 e formam um ovário ínfero de um único lóculo. Os dois a três pistilos são do tipo livre e terminam num estigma capitado.
O fruto é uma cápsula com 2-3 lóculos, com numerosas (50-200) sementes minúsculas.

## Distribuição e evolução
O género Vahlia tem distribuição natural restrita à região Paleotropical, ocorrendo no leste da África Subsariana, em Madagáscar, no Iraque e no Subcontinente Indiano.
O registo fóssil atribuível ao género é escasso, pois há poucos achados fósseis que podem ser atribuídos à família Vahliaceae. A partir de depósitos datados do Cretáceo Superior da Suécia foi descrito o táxon fóssil Scandianthus que pode ser colocado tentativamente nas proximidades do género Vahlia. Scandianthus apresentava dez estames, um ovário de câmara única com placentação apical-lateral, estiletes livres e frutos septicidas deiscentes. Estudos palinológicos revelaram a presença de grãos de pólen atribuíveis a Vahlia em depósitos do Oligoceno e Mioceno.

## Sistemática e taxonomia
Na sua presente circunscrição taxonómica a família Vahliaceae constitui um clado entre as lamiídeas considerado como integrando a ordem monotípica Vahliales. O género está colocado isolado na família Vahliaceae, família que anteriormente tinha sido colocada na ordem Saxifragales, sendo transferida para uma nova ordem Vahliales em 2016, no sistema de classificação APG IV então publicado.
O posicionamento deste grupo entre as Lamiids continua sem consenso e o Angiosperm Phylogeny Group colocou no Sistema APG IV a ordem Vahliales numa politomia com as ordens Solanales, Lamiales, Gentianales e Boraginales. O posicionamento da ordem Vahliales pode ser melhor entendido pela análise da seguinte árvore filogenética:
- clado das asterídeas (em inglês, "asterids")
  - ordem Cornales
  - ordem Ericales
  - clado das lamiídeas ou euasterídeas I (em inglês, "euasterids I" ou "lamiids")
    - ordem Boraginales
    - ordem Icacinales
    - ordem Metteniusales
    - ordem Vahliales
    - ordem Garryales
    - ordem Gentianales
    - ordem Lamiales
    -  ordem Solanales

  -  clado das campanulídeas ou euasterídeas II (em inglês, "euasterids II" ou "campanulids")
    - ordem Apiales
    - ordem Aquifoliales
    - ordem Asterales
    - ordem Bruniales
    - ordem Dipsacales
    - ordem Escalloniales
    -  ordem Paracryphiales

Vahlia é o único género da família Vahliaceae. O género Vahlia foi descrito por Carl Peter Thunberg e o nome genérico toma por epónimo o botânico norueguês-dinamarquês Martin Henrichsen Vahl (1749–1804). Um sinónimo taxonómico de Vahlia Thunb. é Bistella Adans.  O género teve 23 espécies descritas, mas apenas 5-8 são presentemente consideradas como válidas:
- Vahlia capensis (L. f.) Thunb. — espécie nativa da região da África Austral, com três subespécies e quatro variedades reconhecidas, é considerada como não ameaçada (espécie pouco preocupante ou LC) na Lista Vermelha das plantas da África do Sul:[7]
  - Vahlia capensis (L. f.) Thunb. subsp. capensis — endemismo das províncias sul-africanas do Limpopo, North Cape, West Cape e Nordwest.
  - Vahlia capensis subsp. ellipticifolia Bridson
  - Vahlia capensis subsp. vulgaris Bridson, com as variedades:
    - Vahlia capensis subsp. vulgaris var. latifolia Burtt Davy — endemismo da província sul-africana de Gauteng.
    - Vahlia capensis subsp. vulgaris var. linearis E.Mey. ex Bridson (sin.: Vahlia cynodonteti Dinter)
    - Vahlia capensis subsp. vulgaris var. longifolia (Gand.) Bridson (sin.: Vahlia capensis sensu J.H.Ross, Vahlia longifolia Gand.)
    - Vahlia capensis subsp. vulgaris Bridson var. vulgaris
- Vahlia dichotoma (Murray) Kuntze — nativa de Madagáscar, Sri Lanka, Índia e Vietname.
- Vahlia digyna (Retz.) Kuntze — nativa da África tropical, Somália, Etiópia, Egipto, Paquistão e Índia.
- Vahlia geminiflora (Caill. & Delile) Bridson — nativa do Mali, Nigéria, nordeste da África e sul do Médio Oriente. No Chade é considerada uma espécie invasora.
- Vahlia somalensis Chiov. —  ocorre com duas subespécies na África Oriental:
  - Vahlia somalensis Chiov. subsp. somalensis
  - Vahlia somalensis subsp. goddingii (Bruce) Bridson

## Espécies
O género Vahlia inclui as seguintes espécies (com indicação dos países onde ocorre):
1. Vahlia capensis (L. fil.) Thunb.;[8] South Africa (Cape Prov.)
2. Vahlia dichotoma (J. A. Murr.) Kuntze,[8] Mauritânia, Argélia, Líbia, Egipto, Sahara Ocidental, Mali, Senegal, Gâmbia, Burkina Faso, Níger, Nigéria, Gana, Benim, ?Togo, República Centro-Africana, Sudão, Suldão do Sul, Uganda, Quénia, Tanzânia, Zâmbia, Malawi, Moçambique, Chade, Zimbabwe, Índia, Sri Lanka
3. Vahlia digyna (Retz.) Kuntze [8]  Egipto (Vale do Nilo), Paquistão (Baluchistan, Sind, Pakistani Punjab), NW-Índia, Botswana, Mauritânia, Senegal, Mali, Burkina Faso, NE-Nigéria, Sudão, Etiópia, Somália, Quénia, Tanzânia, Zâmbia, Zimbabwe, Guiné-Bissau, Chade, etc., Madagáscar
4. Vahlia geminiflora (Del.) Bridson [8]  Egipto (Vale do Nilo), Irão (S-Irão), Iraque (SE-Iraque: Mesopotâmia), Mali, Níger, N-Nigéria, Sudão, Sudão do Sul, Etiópia, Eritreia, Mauritânia
5. Vahlia somalensis Chiov.,[8] Somália, Etiópia, Quénia